# 不二映画社
不二映画社（ふじえいがしゃ、1931年（昭和6年）9月 発足 - 1932年（昭和7年）10月 解散）は、かつて第二次世界大戦前に存在した、東京の映画製作会社である。東京郊外に撮影所をもっていたが短命に終わった。不二映画株式会社とは関係ない。

## 概要
1931年（昭和6年）9月に、松竹を脱退した鈴木傳明、岡田時彦、高田稔、渡辺篤を中心に、上森健一郎が創立する。川口松太郎を企画部長に迎え、翌昭和7年3月に「不二映画撮影所」を東京豊島園に設け、阿部豊監督の作品などを製作した。
1932年（昭和7年）10月、設立1年ほどで解散。同社は配給部門を持たない純然たる製作会社であり、配給は新興キネマ（昭和6年、大阪の帝国キネマが改組、東京に設立した映画会社）に委託していた。
社長の上森は、1929年（昭和4年）まで、出版社・発藻堂書院の経営者であった。
当時32歳の企画部長・川口は、京都の日活大将軍撮影所で溝口健二監督の『狂恋の女師匠』（大正14年）などの脚本を書き、また、それ以前の大正12年ごろには大阪の出版社「プラトン社」（大正11年発足 - 昭和3年廃業）で直木三十五らと雑誌の編集を務めていた人物であり、最末期（昭和5年 - 昭和6年）の帝国キネマで4本の映画を監督していた。「不二映画社」でも企画部長でありかつ脚本家でもあった。「不二映画社」解散後の昭和10年、直木の名を冠した「第1回直木賞」を受賞した。戦後は、脚本家・小説家として活躍するかたわら、大映の専務を務めた。なお溝口監督は川口の小学校時代の同級生である。
同社解散後、鈴木傳明は日活太秦撮影所作品で引き続き主役を張り、岡田時彦は入江たか子の「入江ぷろだくしょん」作品と新興キネマ作品に出演したのち昭和9年に死去、高田稔は新興キネマに主役待遇で移籍、同社で監督までした渡辺篤は昭和9年に入江ぷろ作品に出た後、古川ロッパと行動をともにし、昭和12年にPCLから改称した東宝映画東京撮影所の作品の脇役に復帰するまで映画には出演していない。
監督陣はその後、鈴木重吉は入江ぷろ、第一映画、新興キネマ東京撮影所と渡り歩いて満映へ、阿部豊も入江ぷろ作品を手がけて日活、東京発声映画から東宝へ、青山三郎は日活太秦撮影所を経て新興キネマ東京撮影所に落ち着き、中村能二は日活多摩川撮影所の前身、日本映画社撮影所で、元不二映画社の女優だった佐久間妙子（大都映画に移籍）を主演に昭和8年に1本撮ったあとの消息はわからない。

## フィルモグラフィ
- ルンペン俄大盡　1931年　監督・主演渡辺篤
- 栄冠涙あり　1931年　監督鈴木重吉
- 天国の波止場　1932年　監督阿部豊
- 熊の出る開墾地　1932年　監督鈴木重吉
- アメリカ航路　1932年　監督青山三郎
- 緑の騎手　1932年　監督中村能二
- 街 青春争闘篇　1932年　監督青山三郎
- 金色夜叉　1932年　監督鈴木重吉、青山三郎
- もだん聖書 当世立志読本巻一　1932年　監督阿部豊
- 銀嶺富士に甦る　1933年　監督鈴木重吉　※最終作品

## 不二映画撮影所
1932年（昭和7年）3月に建設された「不二映画撮影所」は、不二映画社の解散後、昭和9年4月、富士フイルムが買収し、現像場を併設し同年8月同社の機構上は「練馬工場」として発足したが、対外的には引き続き同名称のまま、入江プロ・南旺映画等の独立プロのための「貸スタジオ」としてレンタル使用された。
その後、昭和16年の戦時下には、昭和14年施行の映画法にもとづくニュース映画、国策宣伝映画を製作した社団法人日本映画社に売却された。昭和21年、同社は「株式会社日本映画社」に改組し、昭和26年、東宝100％出資の子会社「株式会社日本映画新社」となった。
いずれにしても、昭和9年以降の「富士スタジオ」は戦前の「不二映画社」とは、人的にも資本的にもまったく関係はない。

## 註
1. ↑  無関係な不二映画株式会社：埼玉県さいたま市西区三橋、法人番号：5030001007417
2. ↑  富士フイルムのあゆみ - 経営の危機を参照。
3. ↑  富士フイルムのあゆみ - 日中戦争のぼっ発と戦時体制への移行を参照。
4. ↑  「日本映画新社」公式サイト内の日映社歴を参照。